# Золтан Дани
Золтан Дани (мађ. Dani Zoltán; Скореновац, 23. јул 1956) је пензионисани пуковник против-ваздушне одбране Војске Југославије који је командовао јединицом (3. дивизион 250. ракетне ПВО бригаде) која је током НАТО агресије на СР Југославију, у ноћи 27. марта 1999. године срушила авион Америчког ратног ваздухопловства Ф-117 Ноћни јастреб у атару сремског села Буђановци, што представља први и једини потврђени губитак авиона НАТО алијансе израђеног у стелт технологији. У почетку непознат јавности користио је псеудоним Гвозден Ђукић. Међутим, након пензионисања, открио је свој прави идентитет.

## Биографија
Золтан Дани је рођен 23. јула 1956. у породици Секеља, етничкој групи Мађара који живе у деловима Србије и Румуније.
Дани је завршио у Рајловцу 1978. године Ваздухопловно-техничку војну академију, ракетне системе ПВО, специјализацију за ракетне системе „Нева“ 1994. године а генералштабно усавршавање 1997. године.
Током НАТО бомбардовања СРЈ 1999, јединица Војске Југославије којом је Дани тада командовао успела је да, уз помоћ застареле совјетске батерије С-125 Нева (НАТО ознака SA-3 Goa) ракета дугих 7 m и тешких скоро 450 kg, обори амерички борбени авион Ф-117. По Данијевим речима, извршена је мала модификација бојеве главе на ракетама са технологијом из 1960—их година, али никада није објављено у чему се модификација састојала. Ту тврдњу оповргнуо је његов заменик команданта борбене послуге, потпуковник Ђорђе Аничић, који је тврдио да је заслуга за обарање припада целој борбеној послузи а не на појединцу и да никакве модификације нису вршене на ракетном систему, како је касније приписивано у разним интервјуима.
Према Данијевој изјави, његова јединица је оборила и један .
Пензионисан је 1. септембра 2004. године. По националности је Мађар. Живи у родном Скореновцу код Ковина, најјужнијем селу на свету у којем Мађари чине већину становништва. Власник је пекарске радње, а покреће и бројне иницијативе за развој сеоског туризма.
У извршној продукцији нишке независне продукције „Полка дот”, снимљен је документарни филм о Золтану Данију под називом „21. секунд” режисера Жељка Мирковића.
2019. године, припадник његове јединице током НАТО агресије, Тиосав Јанковић постао је генерал Војске Србије.